# Filippo Macchi
Filippo Macchi (Pontedera, 19 de septiembre de 2001) es un deportista italiano que compite en esgrima, especialista en la modalidad de florete.
Participó en los Juegos Olímpicos de París 2024, obteniendo dos medallas de plata, en las pruebas individual y por equipos (junto con Guillaume Bianchi, Tommaso Marini y Alessio Foconi).
Ganó una medalla de oro en el Campeonato Mundial de Esgrima de 2025 y tres medallas en el Campeonato Europeo de Esgrima entre los años 2023 y 2025. En los Juegos Europeos de Cracovia 2023 consiguió una medalla de oro en la prueba por equipos.

## Palmarés internacional
| Juegos Olímpicos   | Juegos Olímpicos   | Juegos Olímpicos  | Juegos Olímpicos    |
| Año                | Lugar              | Medalla           | Prueba              |
| ------------------ | ------------------ | ----------------- | ------------------- |
| 2024               | París (Francia)    | Medalla de plata  | Florete individual  |
| 2024               | París (Francia)    | Medalla de plata  | Florete por equipos |
| Campeonato Mundial |                    |                   |                     |
| Año                | Lugar              | Medalla           | Prueba              |
| 2025               | Tiflis (Georgia)   | Medalla de oro    | Florete por equipos |
| Juegos Europeos    |                    |                   |                     |
| Año                | Lugar              | Medalla           | Prueba              |
| 2023               | Cracovia (Polonia) | Medalla de oro    | Florete por equipos |
| Campeonato Europeo |                    |                   |                     |
| Año                | Lugar              | Medalla           | Prueba              |
| 2023               | Plovdiv (Bulgaria) | Medalla de oro    | Florete individual  |
| 2024               | Basilea (Suiza)    | Medalla de bronce | Florete por equipos |
| 2025               | Génova (Italia)    | Medalla de oro    | Florete por equipos |